# Првородни грех
Првородни или прародитељски грех је, према библијском предању, чин прекида првобитне заједнице између човека и Бога. До њега је дошло кршењем Божјих заповести од Адама и Еве. 
Првородни Грех  (грч: προπατορικό άμαρτία − прародитељски грех), грех првих људи, Адама и Еве, у Рају, Едему (отуда и Едемски Грех); грех којим су прародитељи човека лишили своје потомке непосредног општења с Богом и тиме осудили и себе и њих на двоструку смрт: духовну и телесну (првородни грех је, дакле, и наследни грех, а не само лични грех Адама и Еве); по Православном вероисповедању: „првородни грех је нарушавање онога закона Божијег који је дат прародитељу Адаму у Рају и који је од њега прешао на све људе, па се сви зачињемо и рађамо са тим грехом”.